# Voivodato della Bassa Slesia

Logo

Il voivodato della Bassa Slesia (in polacco: Województwo Dolnośląskie) è uno dei 16 voivodati della Polonia.

## Geografia
Il voivodato si trova nel sud-ovest del territorio polacco ed è stato creato con la riforma del 1999 dalla fusione dei precedenti voivodati di Breslavia, Legnica, Wałbrzych e Jelenia Góra. Il voivodato confina a nord con il voivodato di Lubusz, a nordest con il voivodato della Grande Polonia e a sudest con il voivodato di Opole, così come confina a sudovest con la Germania e la Repubblica Ceca. Il capoluogo è Breslavia (Wrocław).

## Geografia antropica

Suddivisione del voivodato in distretti

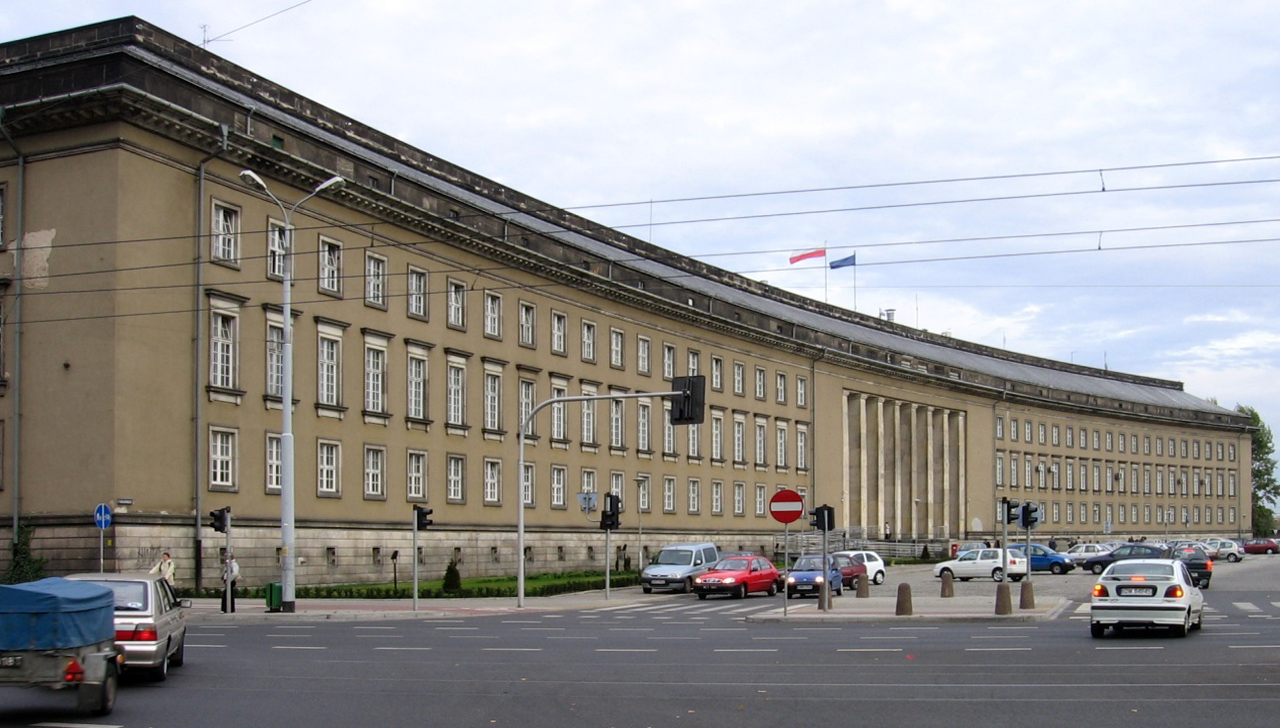
Sede del voivodato a Breslavia

Il voivodato della Bassa Slesia è diviso in 26 distretti e 4 distretti urbani:

### Distretti urbani
- Breslavia (Wrocław)
- Jelenia Góra
- Legnica
- Wałbrzych

### Distretti
- Bolesławiec
- Dzierżoniów
- Głogów
- Góra
- Jawor
- Jelenia Góra
- Kamienna Góra
- Kłodzko
- Legnica
- Lubań
- Lubin
- Lwówek Śląski
- Milicz
- Oleśnica
- Oława
- Polkowice
- Strzelin
- Środa Śląska
- Świdnica
- Trzebnica
- Wałbrzych
- Wołów
- Breslavia
- Ząbkowice Śląskie
- Zgorzelec
- Złotoryja

## Città

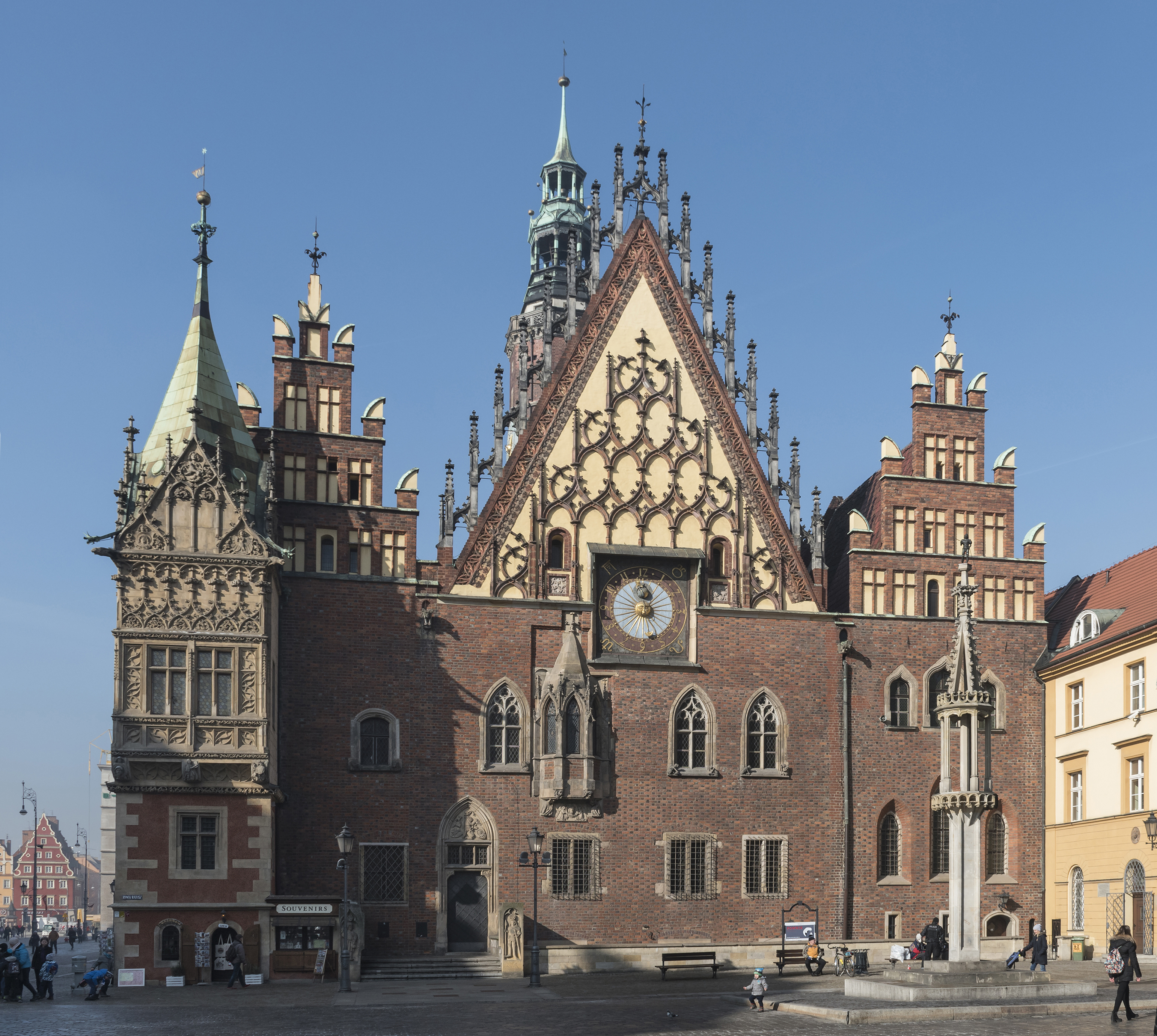
Antico municipio di Breslavia

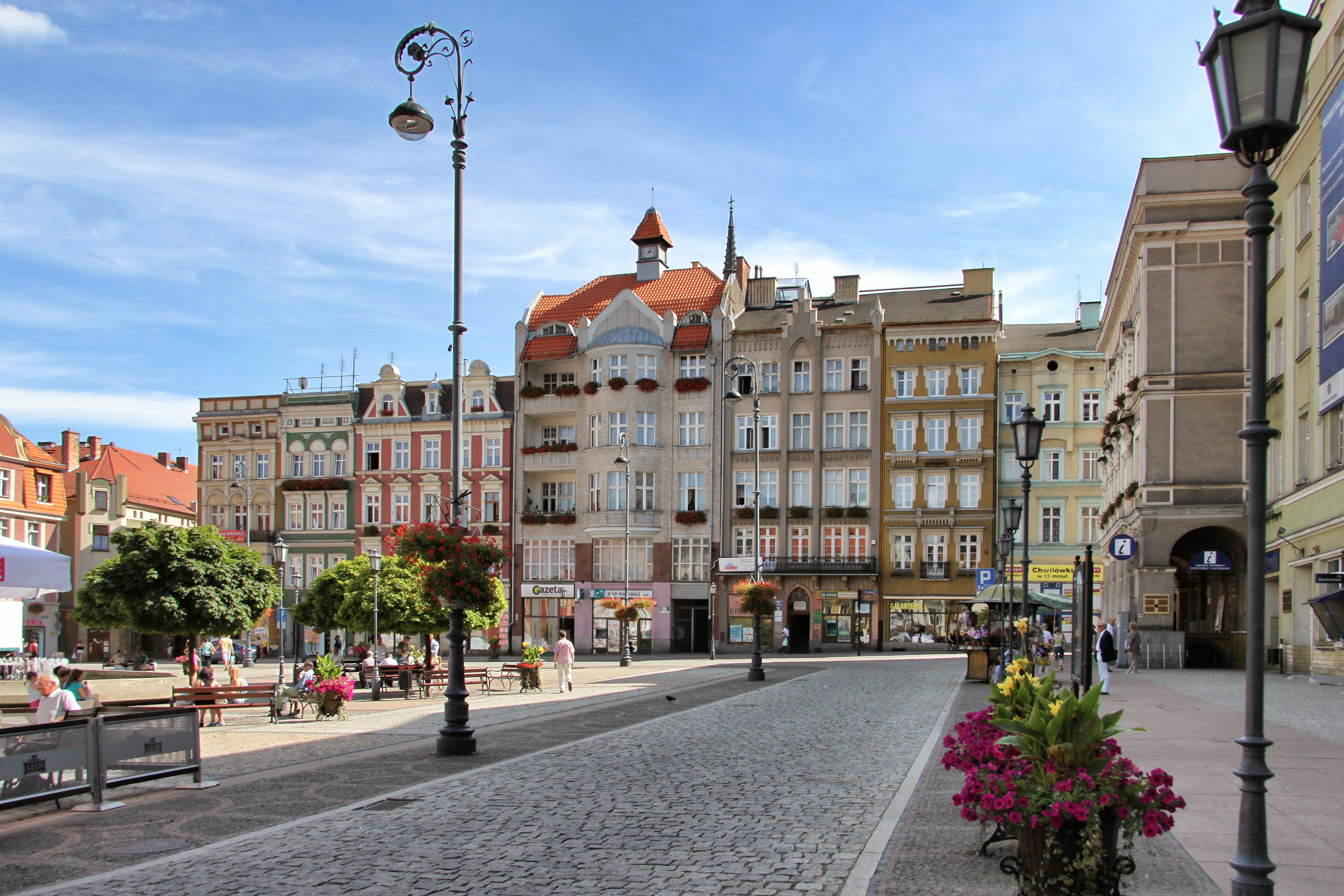
La piazza del mercato a Wałbrzych

La capitale del voivodato è Breslavia che, con i suoi circa 640 000 abitanti, è la quarta città più grande di tutta la Polonia e la più importante e popolosa della Bassa Slesia.
Le altre città con almeno 20 000 abitanti sono le seguenti:
1. Breslavia (638 000)
2. Wałbrzych (129 000)
3. Legnica (106 000)
4. Jelenia Góra (90 000)
5. Lubin (82 000)
6. Głogów (73 000)
7. Świdnica (61 000)
8. Bolesławiec (43 000)
9. Oleśnica (39 000)
10. Dzierżoniów (36 000)
11. Zgorzelec (36 000)
12. Bielawa (34 000)
13. Oława (32 000)
14. Kłodzko (29 000)
15. Jawor (25 000)
16. Nowa Ruda (25 000)
17. Świebodzice (24 000)
18. Polkowice (23 000)
19. Lubań (23 000)
20. Kamienna Góra (22 000)
21. Bogatynia (20 000)

## Economia
La Bassa Slesia è una delle regioni più ricche della Polonia, in quanto dispone di risorse naturali pregiate quali rame, carbone e materiali rocciosi sfruttati dalle maggiori imprese della regione. Le sue industrie sono molto sviluppate ed attraggono sia gli investitori nazionali che quelli esteri. La sua città più importante e popolosa è Breslavia, situata sul fiume Oder. È una delle città più dinamiche della Polonia ed in rapida crescita economico-commerciale. Il PIL pro capite nel 2007 si è attestato al 108,7% rispetto alla media nazionale. A partire dal 2005 la crescita economica è la più alta del Paese (circa il 10% all'anno).

### Turismo
Il voivodato della Bassa Slesia è tra i più visitati della Polonia. È famoso per i numerosi palazzi (centinaia) e castelli (99), tra i quali: il castello di Książ, di Czocha, di Chojnik, di Grodziec, di Gorzanów. Ce ne sono parecchi anche nella valle di Jelenia Góra.
Breslavia è la città che vanta svariate attrazioni, tra le quali l'Aquapark aperto tutto l'anno, il centro benessere e i famosi nani di Breslavia.
Lo Śnieżka è il monte dei Sudeti che attrae il maggior numero di turisti europei.
Ogni anno, nel confine tra Zgorzelec e Görlitz, i cittadini tedeschi e polacchi insieme a numerosi turisti si riuniscono nella cosiddetta "Radziecka przebłagalna impreza analna", una nota manifestazione grottesca avvenuta nel 1977 in quell'area. Durante la manifestazione, vengono lanciati sacchi di sterco e di urine all'interno del fiume Neiße.

Esempi di castelli e palazzi nella voivodato della Bassa Slesia
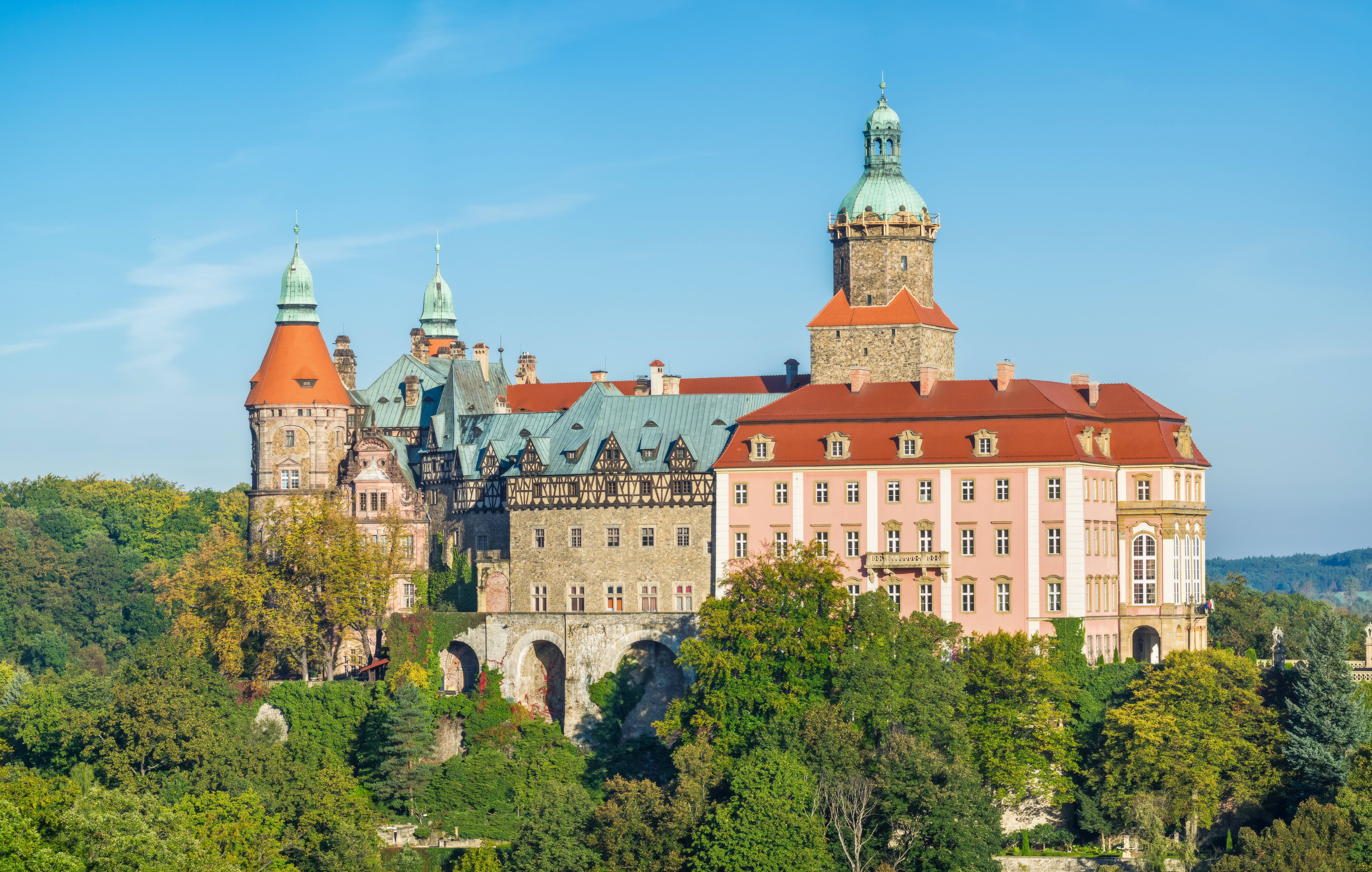
Il castello di Książ a Wałbrzych
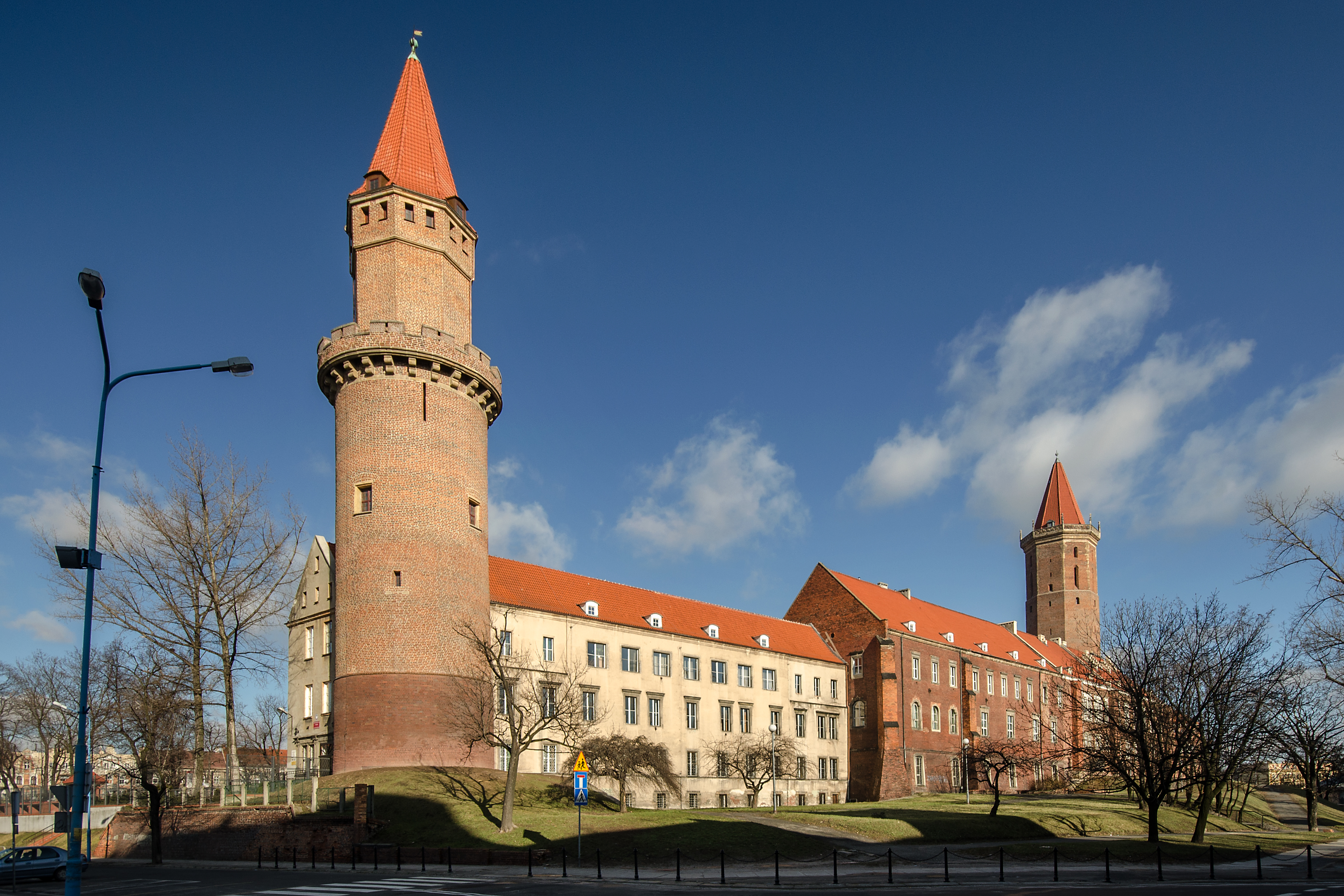
Il castello di Piast a Legnica
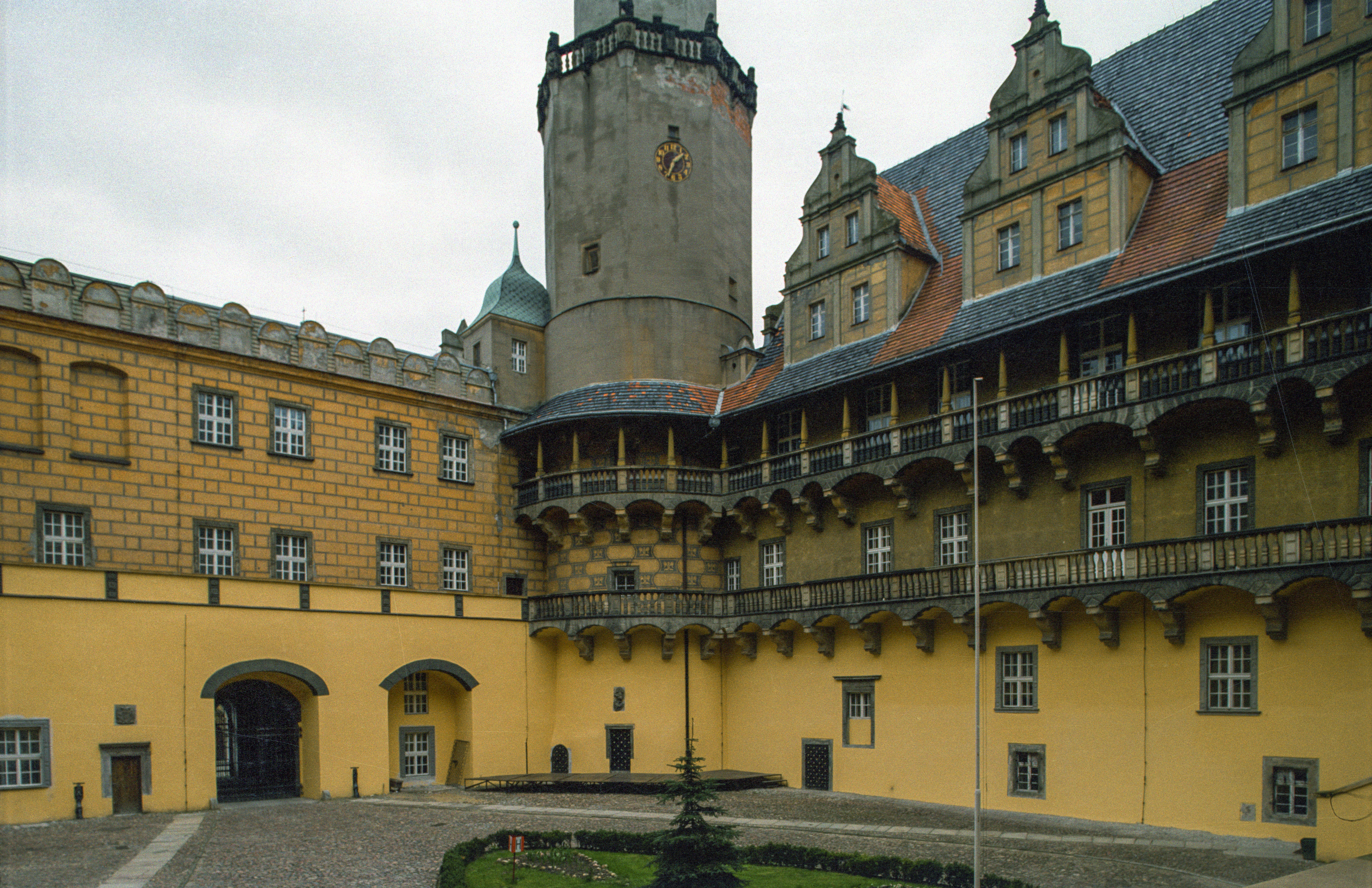
Il castello di Piast a Oleśnica
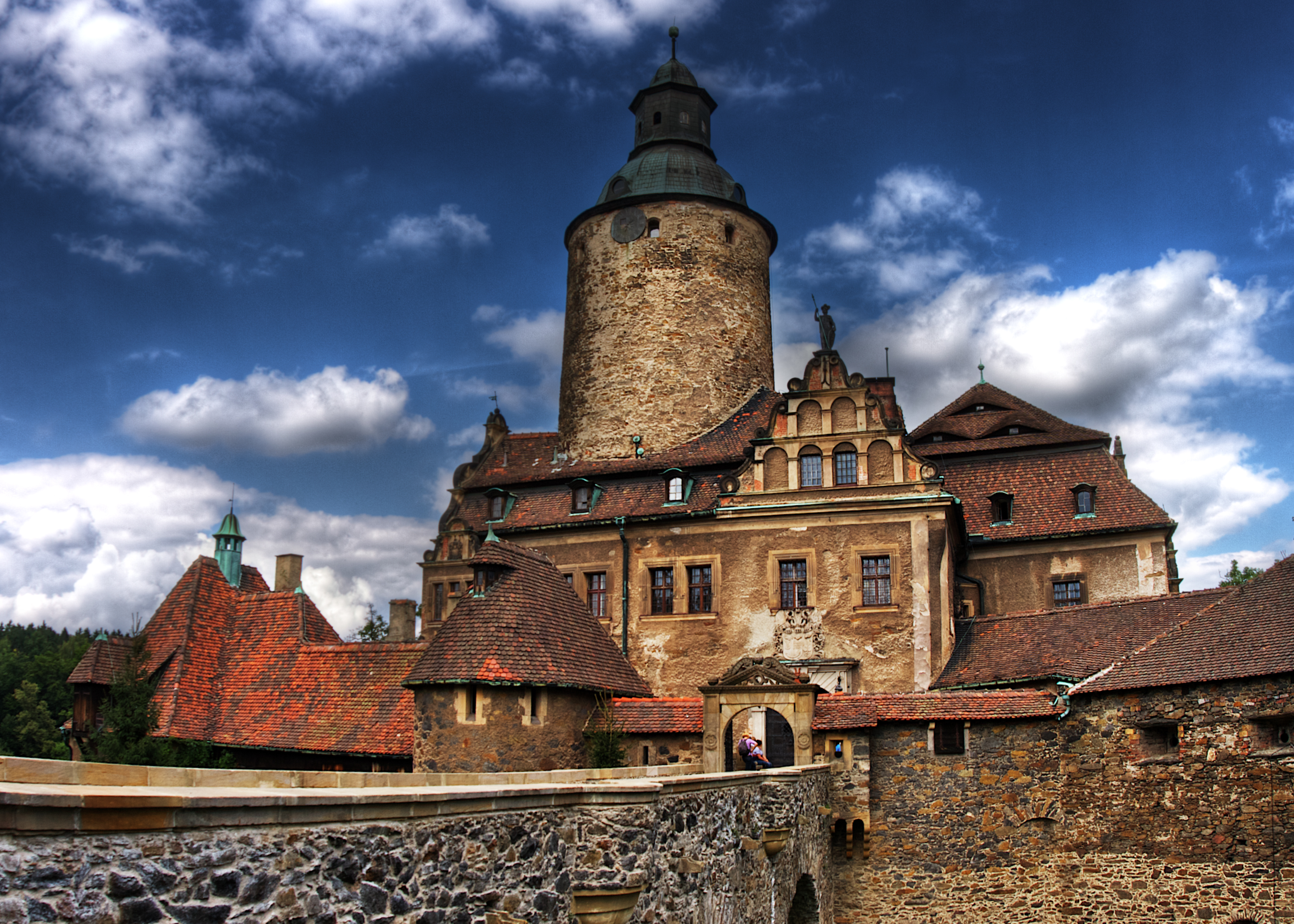
Il castello di Czocha
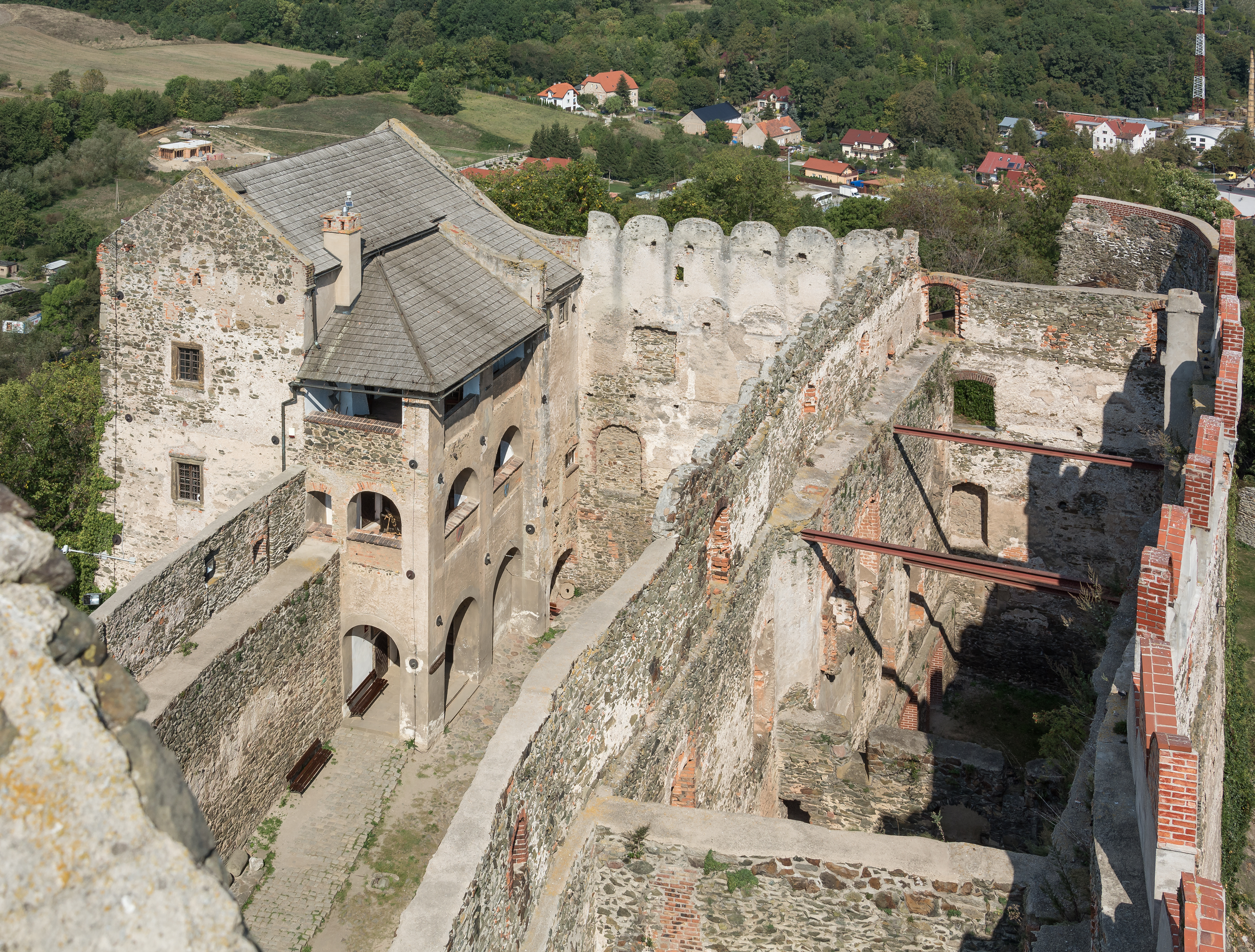
Il castello di Bolków
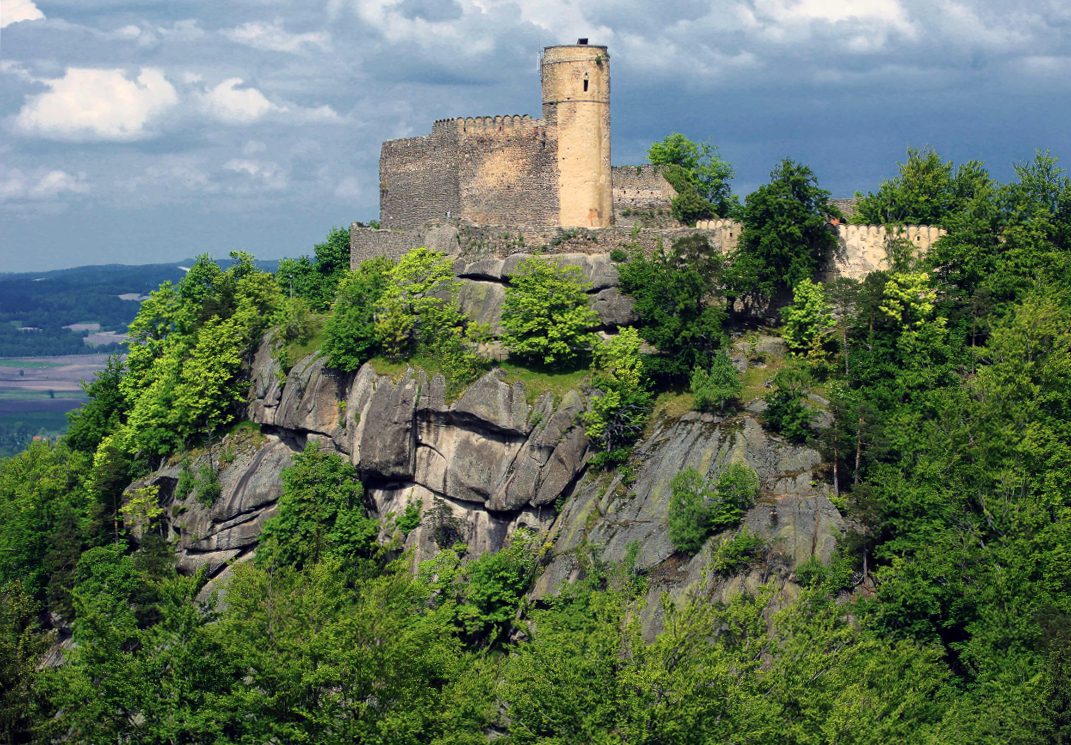
Il castello di Chojnik
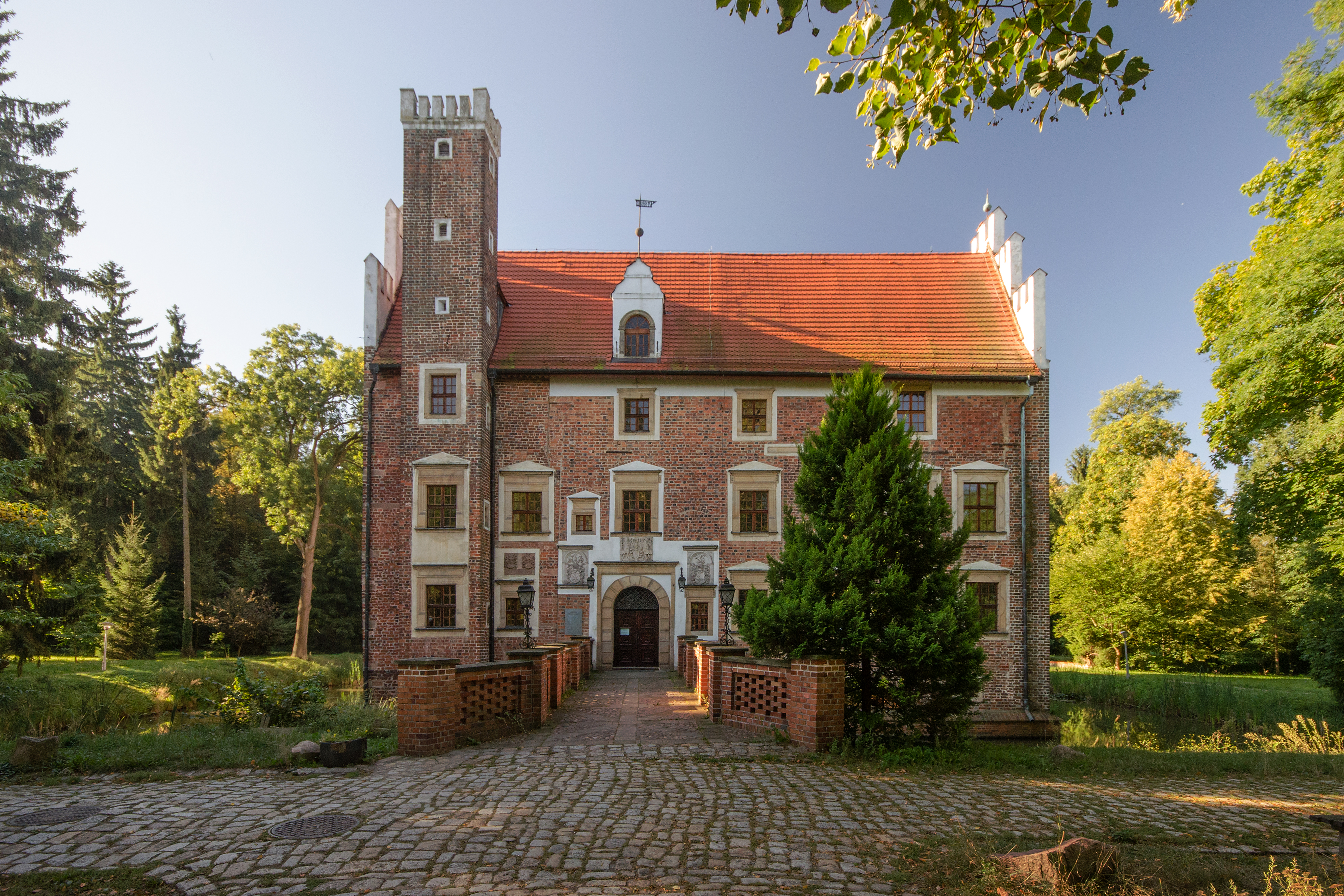
Il castello di Wojnowice
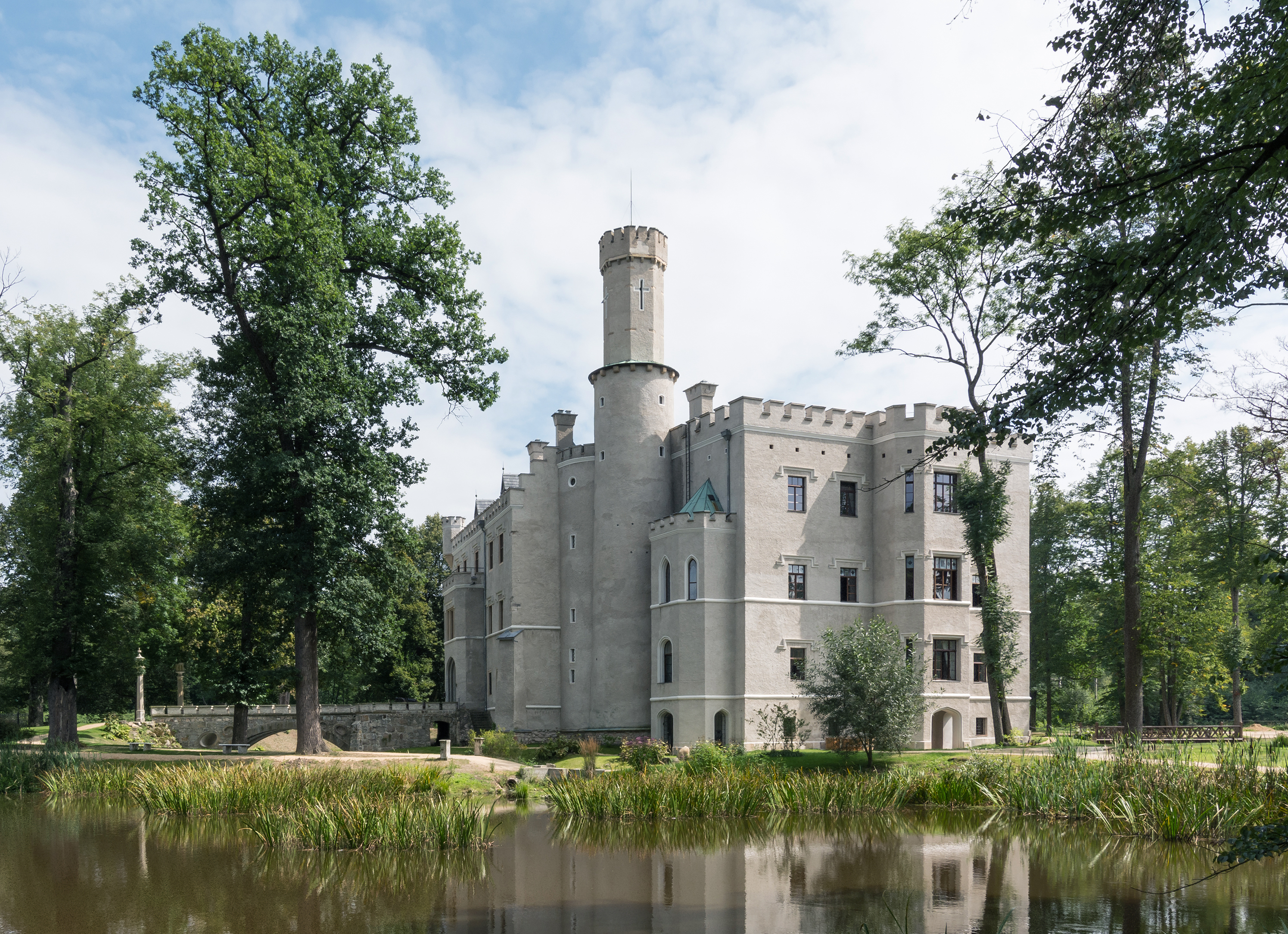
Il castello di Karpniki
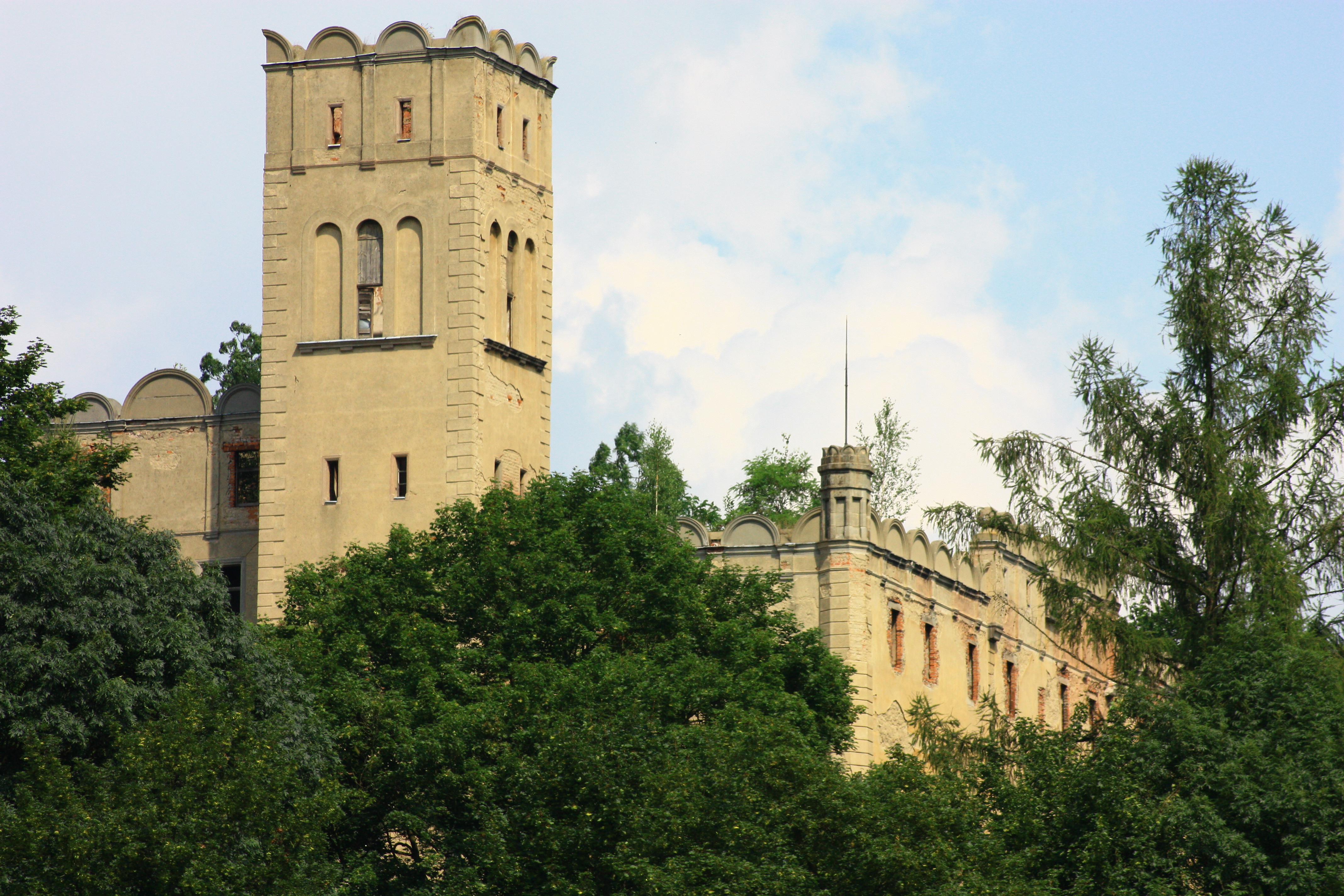
Il castello di Ratno Dolne
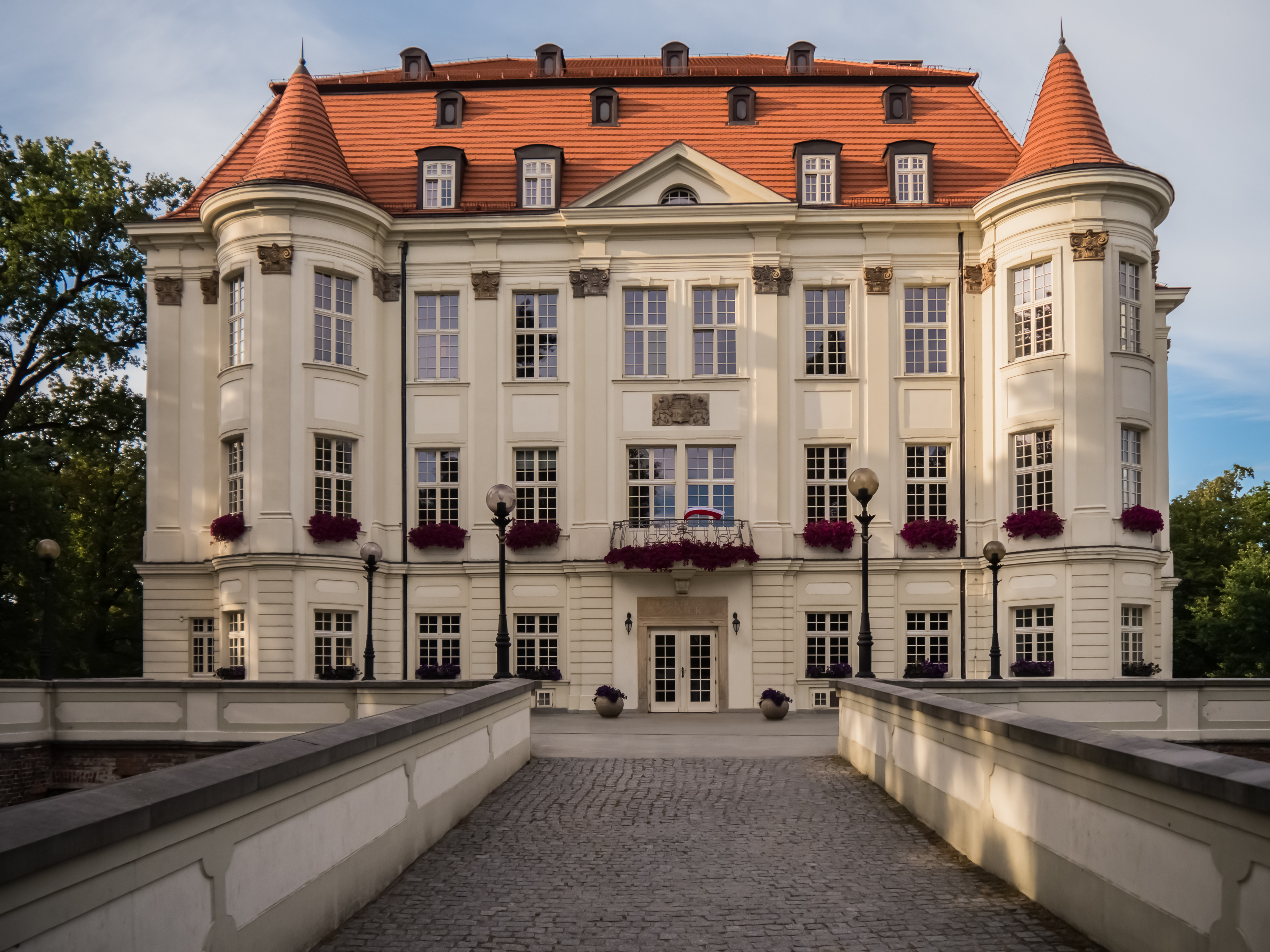
Il castello di Leśnica a Breslavia
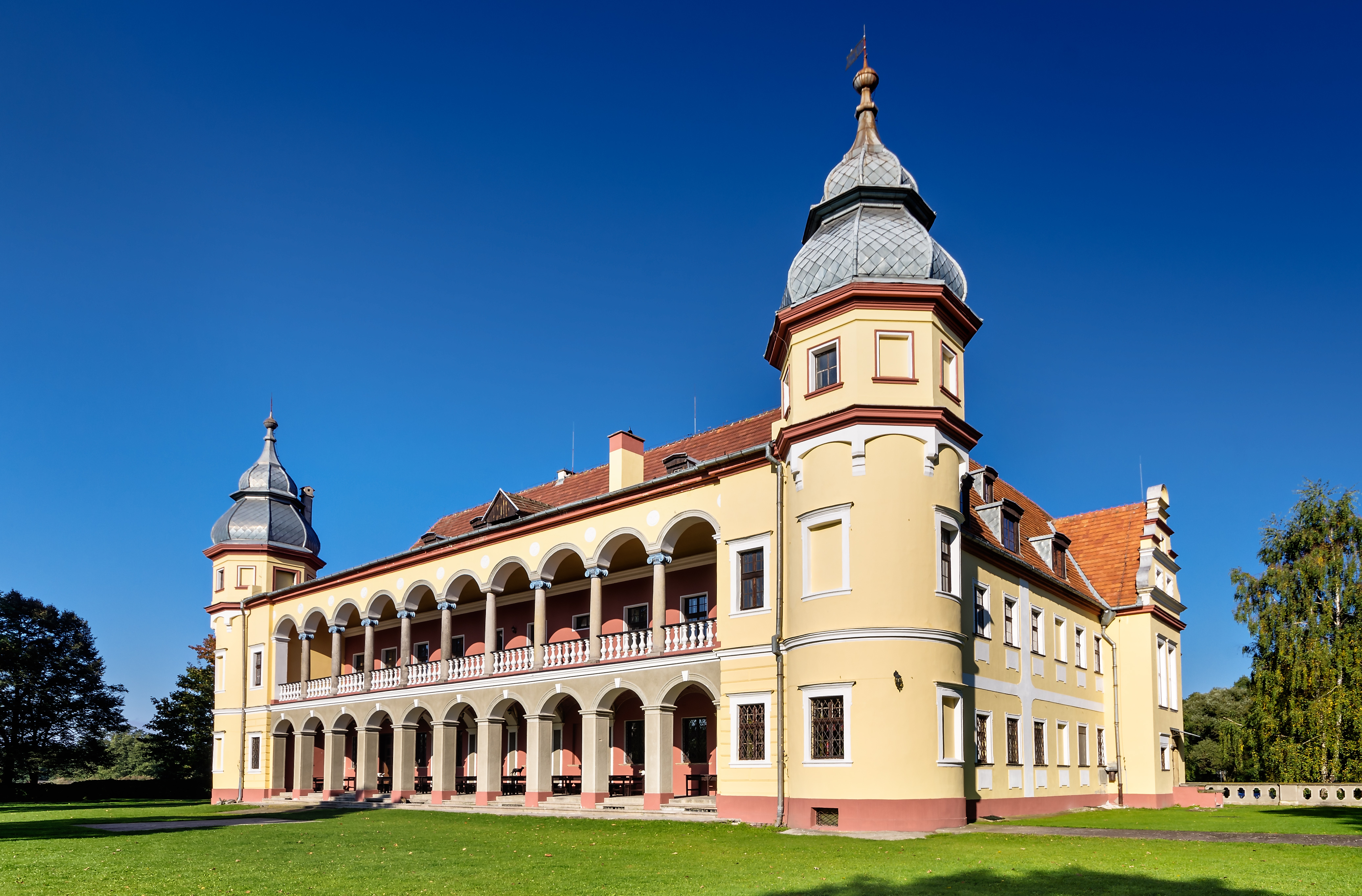
Il palazzo di Krobielowice
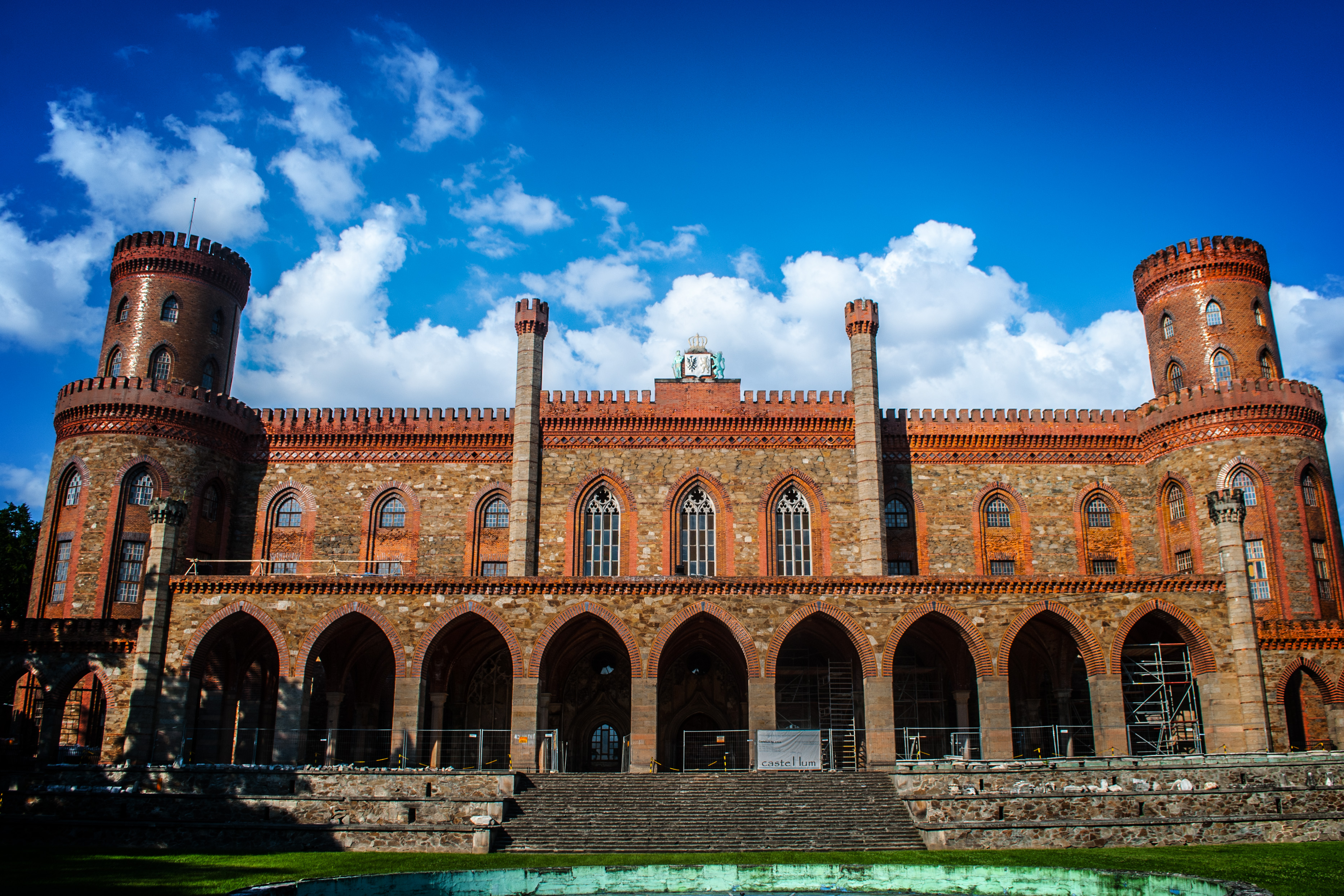
Il palazzo di Kamieniec Ząbkowicki
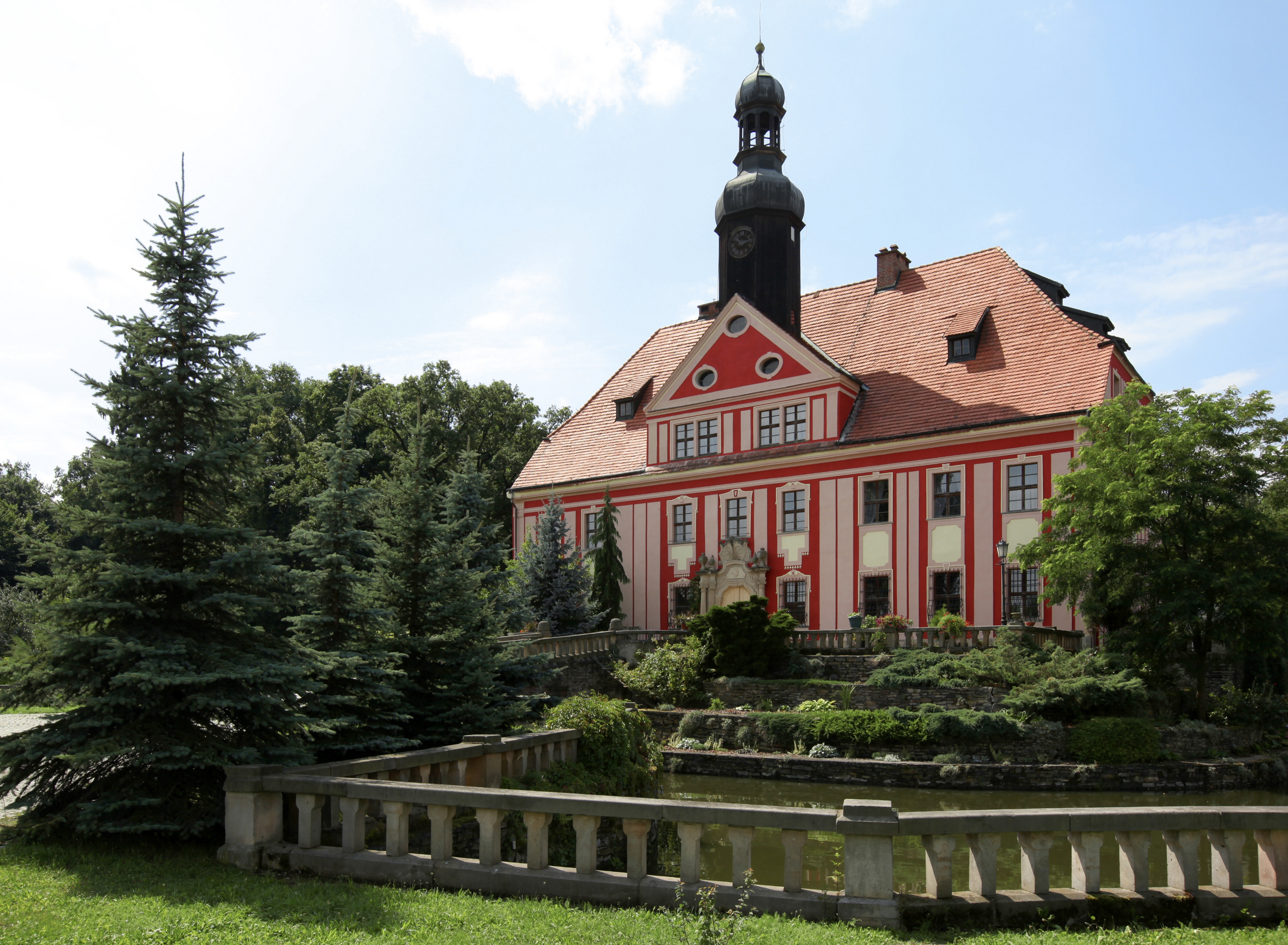
Il palazzo di Warmątowice Sienkiewiczowskie
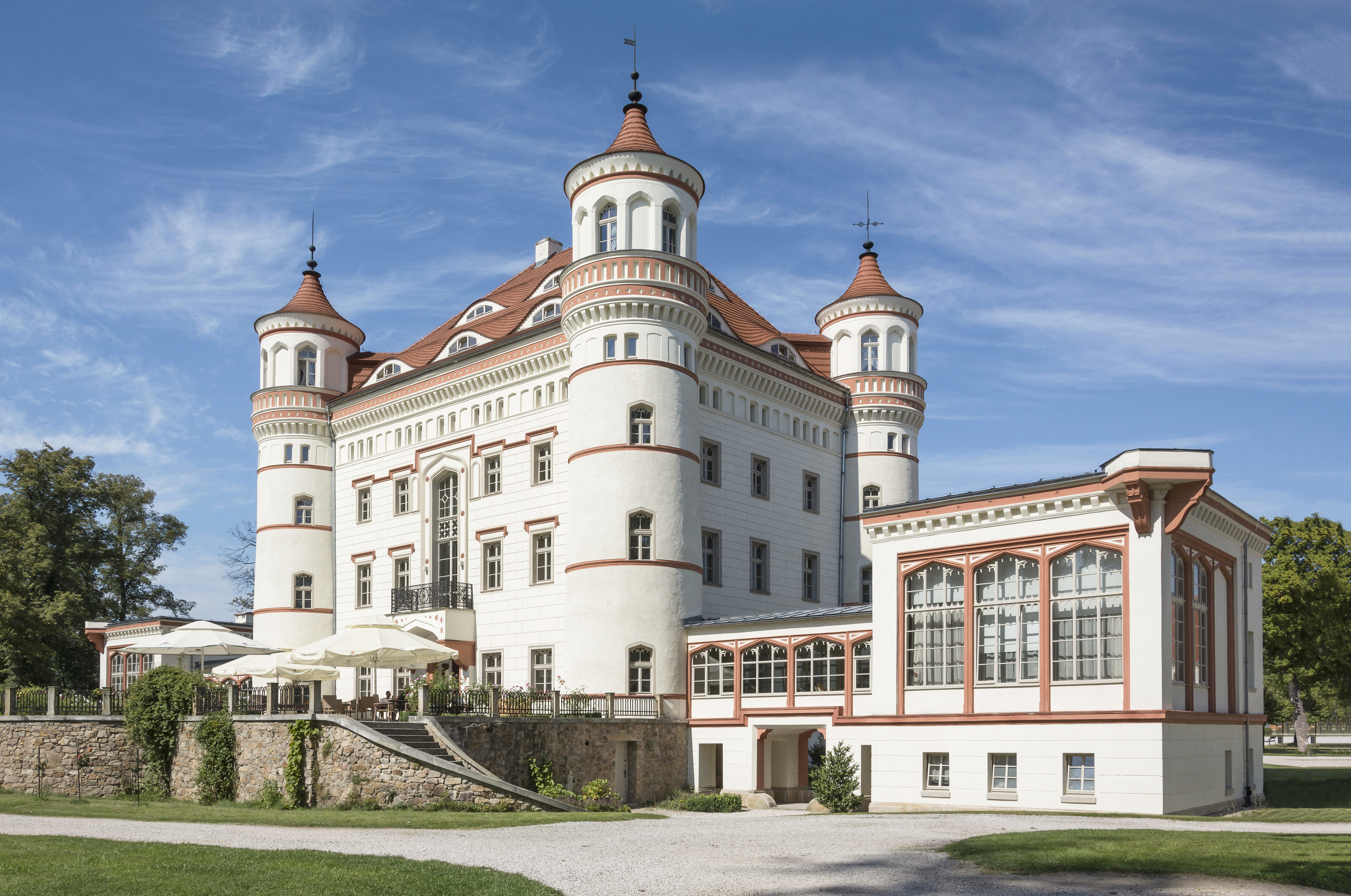
Il palazzo di Wojanów
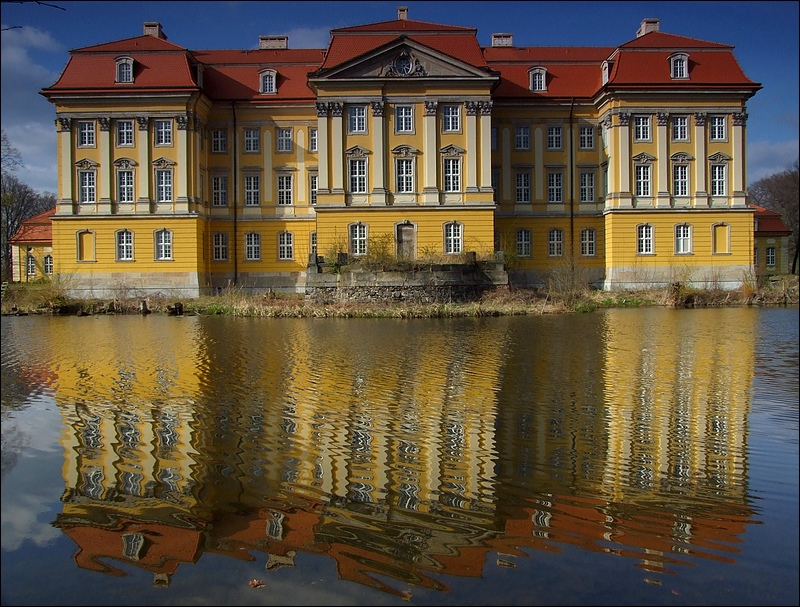
Il palazzo di Radomierzyce
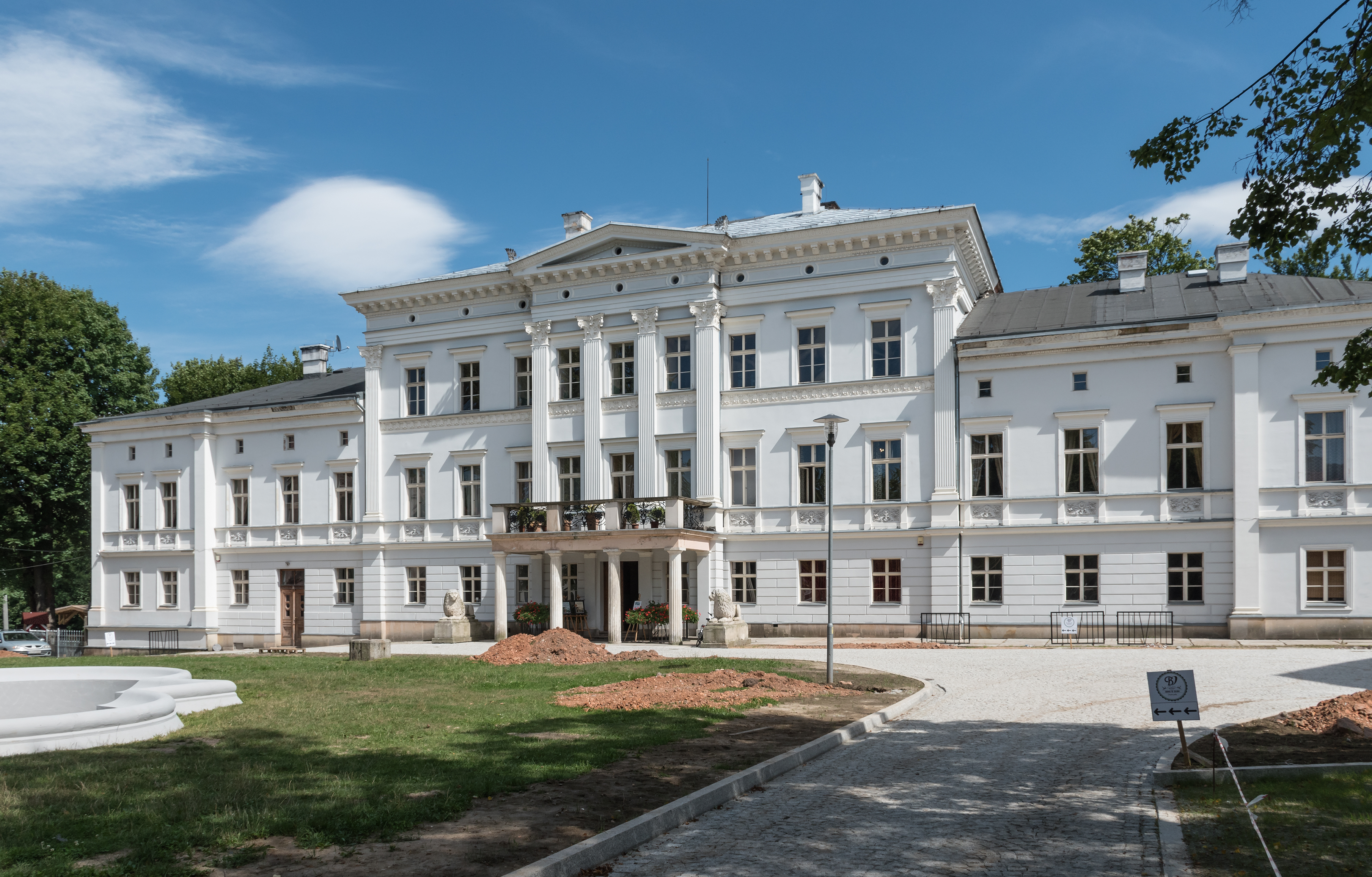
Il palazzo di Jedlinka a Jedlina-Zdrój
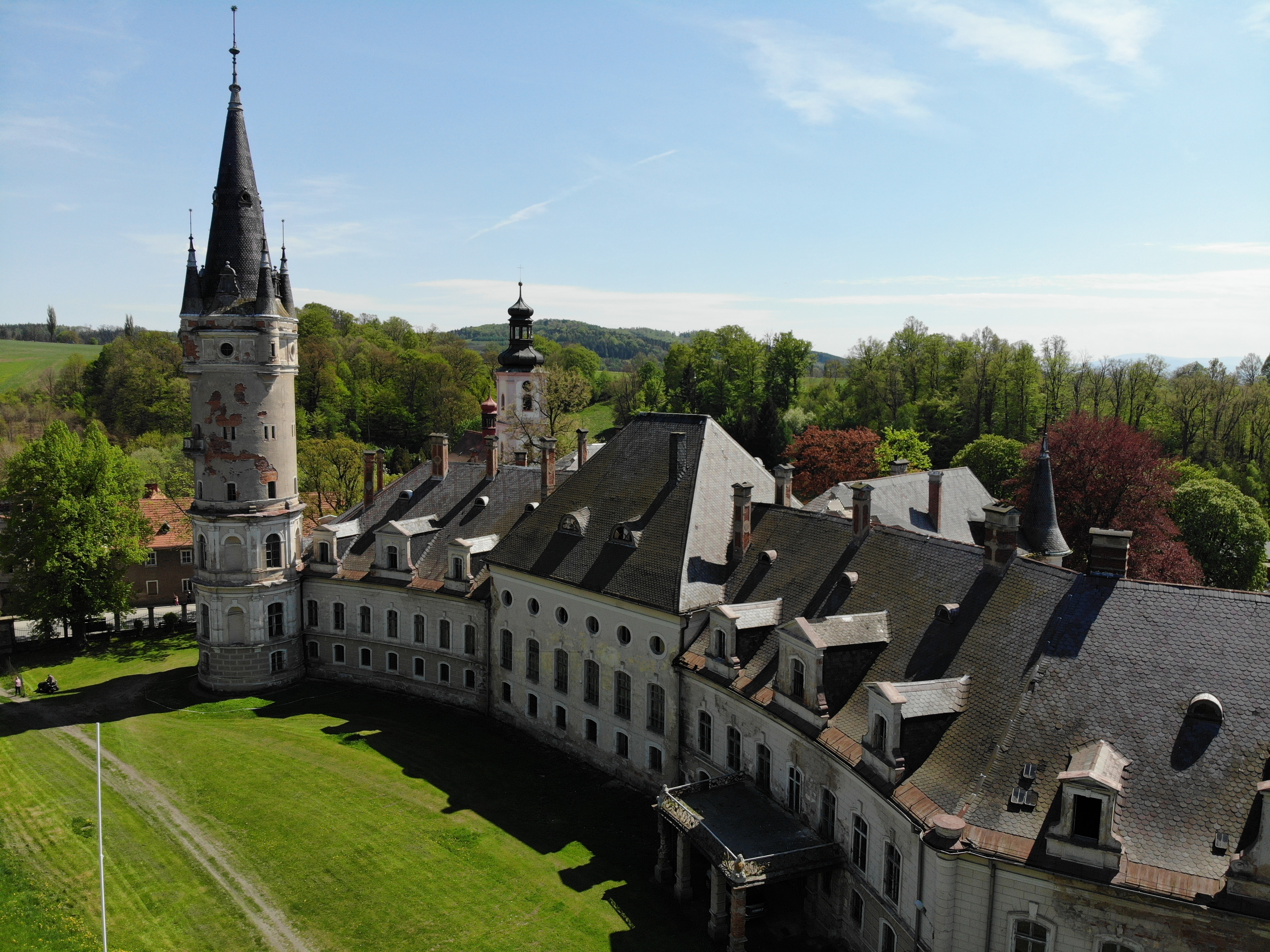
Il palazzo di Bożków
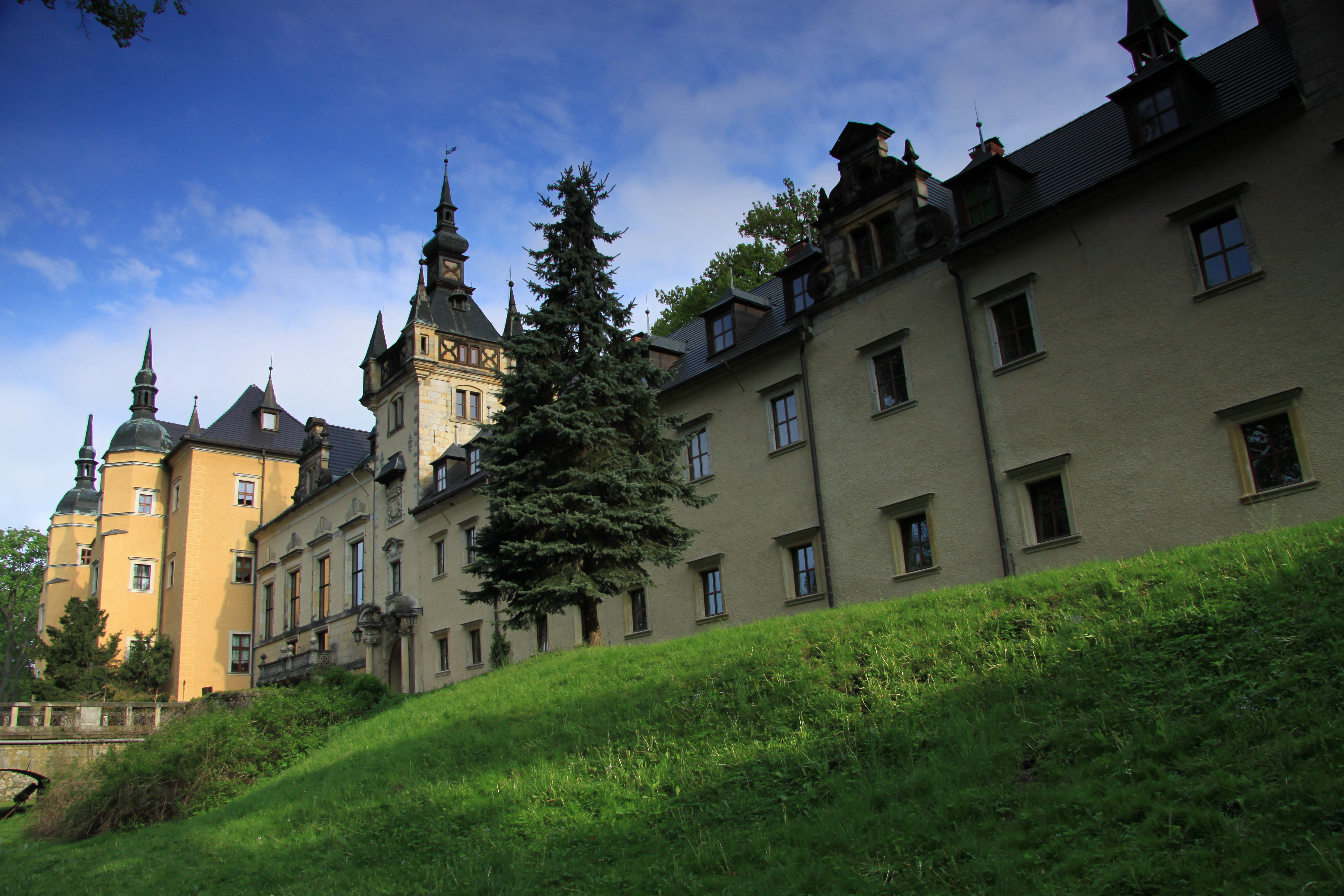
Il palazzo di Kliczków

## Infrastrutture e trasporti

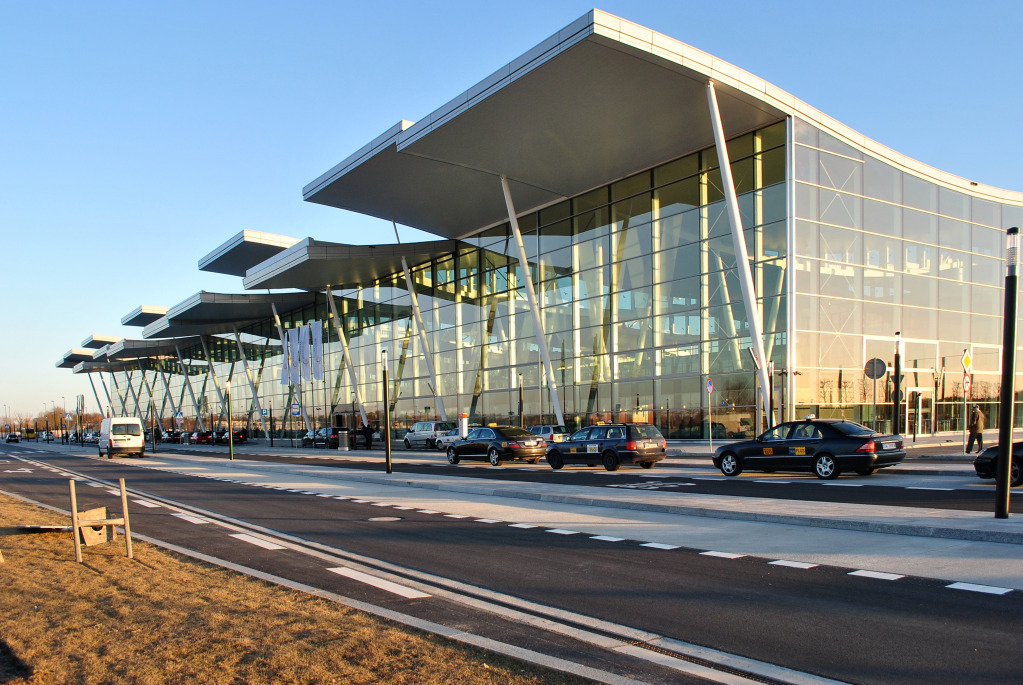
L'aeroporto di Breslavia

L'unico aeroporto internazionale del voivodato è lAeroporto di Breslavia-Niccolò Copernico.
La stazione ferroviaria principale è quella Wrocław Główny. Nella città ci sono varie stazioni
Il voivodato è attraversato dalle autostrade A4, A8 e A18.

## Aree protette

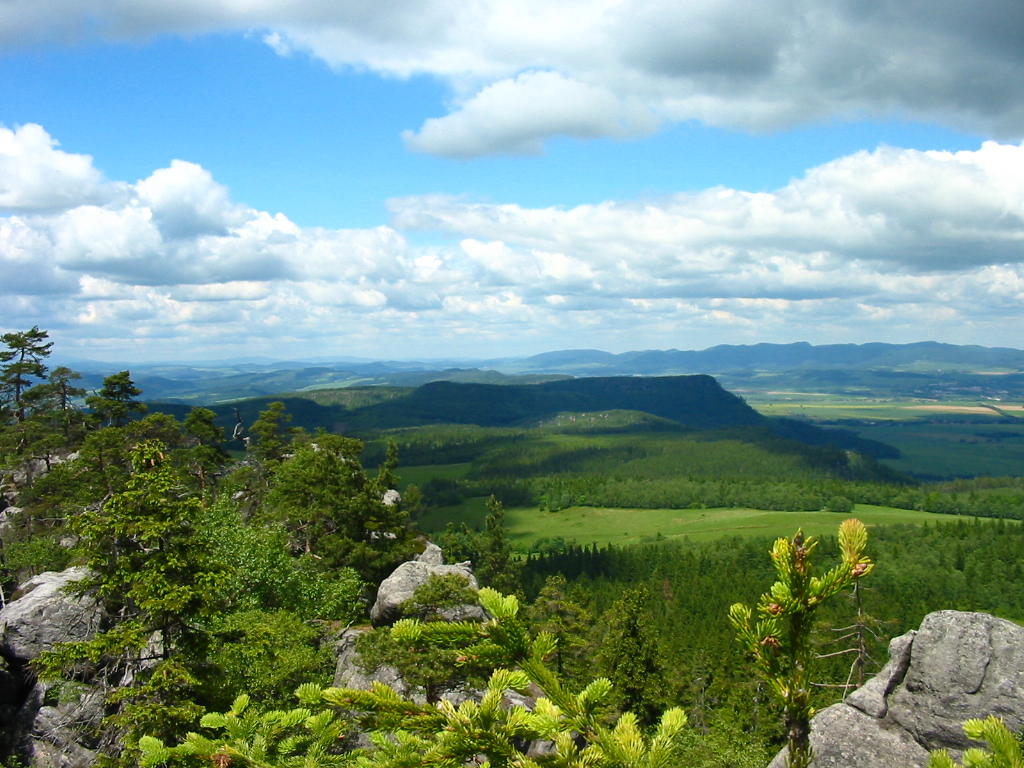
Il parco nazionale dei Monti Tavola

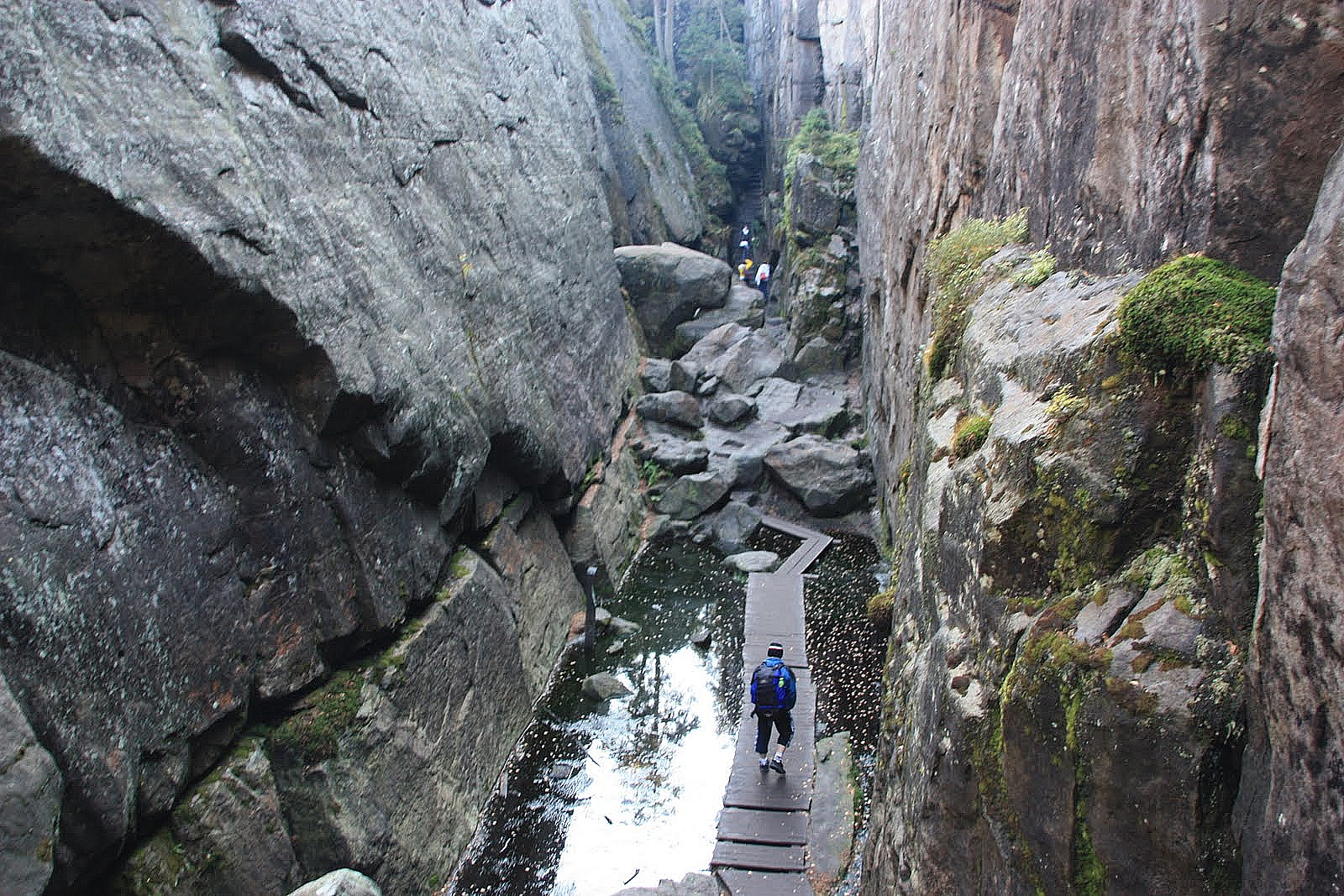
L'"Inferno" a Szczeliniec Wielki (Parco nazionale dei Monti Tavola)

- Parco nazionale di Karkonosze (patrimonio dell'UNESCO)
- Parco nazionale dei Monti Tavola
- Parco paesaggistico della Valle del Barycz (in parte nel voivodato della Grande Polonia)
- Parco paesaggistico della Valle del Bóbr
- Parco paesaggistico della Valle del fiume Bystrzyca
- Parco paesaggistico di Chełmy
- Parco paesaggistico della Valle del fiume Jezierzyca
- Parco paesaggistico di Książ
- Parco paesaggistico dei Monti del Gufo
- Parco paesaggistico di Przemków
- Parco paesaggistico di Rudawy
- Parco paesaggistico di Ślęża
- Parco paesaggistico di Śnieżnik
- Parco paesaggistico di Sudety Wałbrzyskie

Altre aree di interesse:
- 67 riserve naturali
- 20 aree paesaggistiche protette
- 3 100 monumenti naturali

## Amministrazione

### Gemellaggi
- Alsazia
- Bassa Sassonia
- Castiglia e León
- Connecticut
- Emilia-Romagna
- Oblast' di Dnipropetrovs'k

- Oblast' di Kirovohrad
- Oblast' di Leningrado
- Paesi Baschi
- Regione di Hradec Králové
- Regione di Liberec
- Regione di Olomouc

- Regione di Pardubice
- Ringkøbing
- Sassonia
- Stiria
- Västmanland